# پیامدهای زیست‌محیطی داروها و محصولات مراقبت شخصی
پیامدهای زیست‌محیطی داروها و محصولات مراقبت شخصی (به انگلیسی: Environmental impact of pharmaceuticals and personal care products)، حداقل از دهه ۱۹۹۰ مورد بررسی قرار گرفته‌است. داروها و محصولات مراقبت شخصی، شامل موادی هستند که توسط افراد برای سلامت شخصی یا دلایل زیبایی استفاده می‌شوند و محصولاتی که توسط مشاغل کشاورزی برای تقویت رشد یا سلامت دام استفاده می‌شود. سالانه بیش از بیست میلیون تن داروها و محصولات مراقبت شخصی تولید می‌شود. اتحادیه اروپا باقی‌مانده‌های دارویی با پتانسیل آلودگی آب و خاک را به عنوان "مواد اولویت‌دار" اعلام کرده‌است. <sup id="mwEw">[3]</sup>
داروها و محصولات مراقبت شخصی در پیکره‌های آبی در سراسر جهان شناسایی شده‌اند. پژوهش‌های بیشتری برای ارزیابی خطر سمیت، تداوم و زیست‌انباشتگی مورد نیاز است، اما وضعیت کنونی تحقیقات نشان می‌دهد که محصولات مراقبت شخصی بر محیط و گونه‌های دیگر مانند صخره‌های مرجانی و ماهیان تأثیر می‌گذارند. . داروها و محصولات مراقبت شخصی،آلاینده‌های دارویی پایدار محیطی (EPPPs) را دربر می‌گیرند و یکی از انواع آلاینده‌های آلی پایدار است. آنها در تصفیه‌خانه‌های فاضلاب معمولی حذف نمی‌شوند، اما به مرحله چهارم تصفیه نیاز دارند که بسیاری از کارخانه‌ها دارای آن نیستند.